# Andersonoplatus
Andersonoplatus es un género de escarabajos de la familia Chrysomelidae. Las 16 especies son nuevas para la ciencia (descritas en 2018) y fueron descubiertas en Venezuela y Panamá.

## Especies
- Andersonoplatus andersoni Linzmeier & Konstantinov, 2018
- Andersonoplatus baru Linzmeier & Konstantinov, 2018
- Andersonoplatus bechyneorum Linzmeier & Konstantinov, 2018
- Andersonoplatus castaneus Linzmeier & Konstantinov, 2018
- Andersonoplatus flavus Linzmeier & Konstantinov, 2018
- Andersonoplatus jolyi Linzmeier & Konstantinov, 2018
- Andersonoplatus laculata Linzmeier & Konstantinov, 2018
- Andersonoplatus lagunanegra Linzmeier & Konstantinov, 2018
- Andersonoplatus macubaji Linzmeier & Konstantinov, 2018
- Andersonoplatus merga Linzmeier & Konstantinov, 2018
- Andersonoplatus merida Linzmeier & Konstantinov, 2018
- Andersonoplatus microoculus Linzmeier & Konstantinov, 2018
- Andersonoplatus peck Linzmeier & Konstantinov, 2018
- Andersonoplatus rosalesi Linzmeier & Konstantinov, 2018
- Andersonoplatus sanare Linzmeier & Konstantinov, 2018
- Andersonoplatus saviniae Linzmeier & Konstantinov, 2018